# Vicente Fernández (golfer)
Vicente Fernández (Corrientes, 5 april 1946) is een professioneel golfer uit Argentinië. Zijn bijnaam is Chino.

## Jeugd
Chino was in 1962 de caddie van Chi Chi Rodriguez tijdens de World Cup in Argentinië. Hij maakte zijn profdebuut in 1964.

## Prestaties

### Nationaal
Achtmaal won Chino het Argentijns Open, in 1968, 1969, 1981, 1984, 1985, 1986, 1990 en 2000. Hij won tevens enkele keren de Argentijnse Masters.

### Europese Tour
Chino heeft ongeveer 30 jaar aan de Europese PGA Tour deelgenomen en op 361 toernooien gespeeld. Hij heeft in 1974 en 1975 in de Top-10 van de Europese Order of Merit gestaan. Tevens heeft hij vier toernooien gewonnen:
- 1975: Benson & Hedges Festival
- 1979: Colgate PGA Championship
- 1990: Tenerife Open
- 1992: Murphy's English Open

### Champions Tour
Chino was de tweede Argentijn die op de Champions Tour speelde. Hij heeft vier toernooien gewonnen:
- 1996: Burnet Senior Classic (met zijn zoon Gustavo als caddie).
- 1997: Bank One Classic
- 1999: Las Vegas Senior Classic
- 2003: ACE Group Classic

### Andere gewonnen toernooien
Overige toernooien die Vicente Fernández gewonnen heeft zijn:
- 1970: KLM Open[6] (hoorde toen nog niet bij de Europese Tour)
- 1972: Ford Maracaibo Open
- 1977: Braziliaans Open
- 1983: Braziliaans Open
- 1984: Braziliaans Open
- 2000: Chrysler Senior Match Play Challenge